# Légion des Caraïbes
La légion des Caraïbes, en espagnol : legión del Caribe, est un groupe de dirigeants, d'exilés et de révolutionnaires progressistes d'Amérique latine, ayant pour but de renverser les dictatures en Amérique centrale, afin de les remplacer par des gouvernements démocratiques.
Les membres de la légion viennent de la plupart des pays d'Amérique latine, bien que le plus grand nombre soit originaire de la République dominicaine. Les cibles déclarées de la légion sont la dictature de Rafael Trujillo, en République dominicaine, soutenue par les États-Unis, et le gouvernement de Teodoro Picado Michalski, au Costa Rica.
La légion est responsable de deux invasions ratées de la République dominicaine, en 1947 et 1949, et elle parvient à renverser le gouvernement du Costa Rica, lors de la guerre civile costaricaine, en 1948. 

## Histoire
Les activités du groupe qui sera plus tard appelé la légion des Caraïbes commencent en 1946, après la fin de la Seconde Guerre mondiale. L'émergence de la démocratie à Cuba, au Venezuela et au Guatemala, au cours des années précédentes, fait que les militants pro-démocratie d'autres pays deviennent plus ambitieux.
Les dictatures de Rafael Trujillo, en République dominicaine, et d'Anastasio Somoza García, au Nicaragua, sont considérées comme particulièrement tyranniques et sont donc devenues des cibles de la légion. 
En novembre 1945, Eduardo Rodríguez Larreta, le ministre des affaires étrangères de l'Uruguay, propose une résolution préconisant une « action collective multilatérale » en faveur de la démocratie et des droits de l'homme. La résolution n'est pas soutenue par la plupart des États américains, ce qui enhardit les rebelles politiques.